# Згар (река)
Згар (укр. Згар) — река на Украине, протекает по территории Деражнянского и Летичевского районов Хмельницкой области, Литинского, Жмеринского и Калиновского районов Винницкой области. Правый приток Южного Буга (бассейн Чёрного моря).
Длина реки — 95 км. Площадь водосборного бассейна — 1170 км². Уклон — 0,91 м/км. Долина трапециевидная, шириной 4 км, глубиной до 30 м. Пойма двусторонняя, в верховье заболоченная, шириной 50—150 м, на отдельных участках до 2,5 км. Русло слабоветвистое, шириной от 5—10 м до 40 м, глубиной 0,5—1,5 м, местами до 5 м. Сток регулируется водохранилищами и прудами. Используется для водоснабжения, орошения, рыбоводства.
Берёт начало севернее села Коричинцы. Течёт преимущественно в восточном направлении, в среднем течении делает изгиб на север и запад. Впадает в Южный Буг восточнее села Мизяков.